# Odprto prvenstvo Francije 2024
Odprto prvenstvo Francije 2024 je sto triindvajseti teniški turnir za Grand Slam, ki je med 26. majem in 9. junijem 2024 potekal v Parizu.

## Moški posamično
- Carlos Alcaraz :  Alexander Zverev 6–3, 2–6, 5–7, 6–1, 6–2

## Ženske posamično
- Iga Świątek :  Jasmine Paolini, 6–2, 6–1

## Moške dvojice
- Marcelo Arévalo /  Mate Pavić :  Simone Bolelli /  Andrea Vavassori, 7–5, 6–3

## Ženske dvojice
- Coco Gauff /  Kateřina Siniaková :  Sara Errani /  Jasmine Paolini 7–6(7–5), 6–3

## Mešane dvojice
- Laura Siegemund /  Édouard Roger-Vasselin :  Desirae Krawczyk /  Neal Skupski, 6–4, 7–5